# 2025 في تونس
تحتوي هذه المقالة على أهم الأحداث التي شهدها تونس في 2025م، إضافة إلى أهم الشخصيات التونسية المولودة والمتوفية في هذه السنة.

## الحُكم
- الرئيس - قيس سعيد.

## الأحـداث
- 14 أبريل - وفاة 3 تلاميذ داخل مدرستهم إثر انهيار سور وقعت الحادثة في مدينة المزونة بمحافظة سيدي بوزيد حين كان التلاميذ يجرون حصة التربية البدنية في ساحة المؤسسة.[1]

## رياضة
ا

## كتب
ا

## أفلام
ا

## مسلسلات
ا

## موسيقى
ا

## الجوائز
ا

## وفـيات

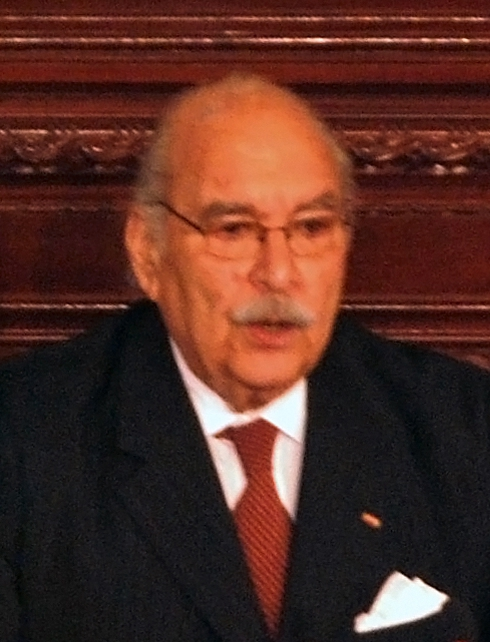
الرئيس: فؤاد المبزع

- 28 فبراير - نور الدين حشاد، سياسي تونسي (80 سنة).
- 28 فبراير - عمارة المليتي، ممثل تونسي.
- 2 مارس - محمد عشاب، الرئيس الأسبق لنادي الملعب التونسي.
- 31 مارس - إيناس النجار، ممثلة تونسية (46 سنة).
- 19 أبريل - مائير مزوز، حاخام إسرائيلي من أصل تونسي.
- 23 أبريل - فؤاد المبزع، رئيس الجمهورية التونسية (91 سنة).
- 4 يونيو - حسونة المصباحي، كاتب روائي تونسي (75 سنة).